# Eupsychellus bassaris
Eupsychellus bassaris är en fjärilsart som beskrevs av De Nicéville 1892. Eupsychellus bassaris ingår i släktet Eupsychellus och familjen juvelvingar. Inga underarter finns listade i Catalogue of Life.